# Initiative populaire « pour une formation professionnelle et un recyclage garantis »
L'initiative populaire  « pour une formation professionnelle et un recyclage garantis » est une initiative populaire suisse, rejetée par le peuple et les cantons le 28 septembre 1986.

## Contenu
L'initiative propose d'ajouter un article 34octies à la Constitution fédérale pour instituer un droit à la formation professionnelle impliquant en particulier la création d'ateliers d'apprentissage publics et d'établissements d'enseignement pour augmenter le nombre de places et de formation, de perfectionnement et de recyclage. L'initiative prévoit également le versement d'une indemnité égale à l'allocation chômage pour les personnes en formation.
Le texte complet de l'initiative peut être consulté sur le site de la Chancellerie fédérale.

## Déroulement

### Contexte historique
Originellement prise en charge par les corporations et les maîtres-artisans, la formation professionnelle est assurée, dès 1890, par des écoles spécialisées originellement dans les domaines du travail du métal, du bois, du cuir et des textiles, puis dans le domaine de l'horlogerie. Dès les années 1960, l'apprentissage en entreprise est également offert comme méthode de formation ; cet apprentissage se double de cours théoriques donnés par des maîtres d'apprentissage depuis une loi fédérale de 1978. Pour l'année scolaire 1982-1983, la Suisse compte  144 900 jeunes en apprentissage.
Lors du lancement de l'initiative, les membres du comité avancent, comme principal argument, le manque de places d'apprentissage dans certains domaines, forçant une partie des demandeurs à « se rabattre sur des apprentissages offrant des perspectives d'emploi moindres, soit plus tard, se recycler comme travailleurs semiqualifiés ou non qualifiés ». Ils décrivent également comme « pressant » le besoin de recyclage à la suite des restructurations et fermetures d'entreprises ainsi qu'aux techniques nouvelles.

### Récolte des signatures et dépôt de l'initiative
La récolte des 100 000 signatures nécessaires a débuté le 3 février 1981. Le 3 juin de l'année suivante, l'initiative a été déposée à la chancellerie fédérale qui l'a déclarée valide le 26 juillet.

### Discussions et recommandations des autorités
Le parlement et par le Conseil fédéral ont recommandé le rejet de cette initiative. Dans son messages aux Chambres fédérales, le gouvernement estime suffisant le nombre de places d'apprentissage, ainsi que les possibilités de formation professionnelle. Il évalue le coût total de la formation permanente à 265 millions de francs, répartis à 75 % pour les employeurs, impliquant ainsi un renchérissement des produits, voir une diminution des salaires.

### Votation
Soumise à la votation le 26 septembre 1986, l'initiative est refusée par la totalité des 20 6/2 cantons et par 81,6 % des suffrages exprimés. Le tableau ci-dessous détaille les résultats par cantons :

## Effets
Près de 20 ans après cet échec populaire, une nouvelle initiative « Pour une offre appropriée en matière de formation professionnelle » est déposée pour définir un droit à la formation professionnel dans la Constitution. Cette nouvelle proposition sera à son tour rejetée le 18 mai 2003